# Zoran Čiča
Zoran Čiča (Zagreb, 1966.) hrvatski etnolog i povjesničar te prevoditelj, predsjednik Hrvatskog etnološkog društva od 2011. do 2015. godine.

## Životopis
Na Filozofskom fakultetu u Zagrebu diplomirao je etnologiju i povijest te magistrirao 1995. g. na Odsjeku za etnologiju temom o kultu vila te vilenicama i vilovnjacima (vilenicima, vilenjacima) kao njegovim ljudskim predstavnicima i nositeljima u prošlosti, a istraženi su i razlozi njegovog nestanka u kontekstu doba progona vještica.
Radio je u Institutu za etnologiju i folkloristiku, a danas kao viši savjetnik konzervator za zaštitu etnološke baštine u Konzervatorskom odjelu u Zagrebu Ministarstva kulture i medija RH djeluje na području zaštite i obnove nepokretne, pokretne i nematerijalne kulturne baštine.
Predsjednik je Hrvatskog etnološkog društva u dva mandata (2011. – 2013. te 2013. – 2015.), potpredsjednik (2009. – 2011.) te višekratni član Upravnog odbora.
Osim bavljenja matičnom strukom, područje pisanog i prevodilačkog interesa i zagovorništva su mu prava ne-ljudi i njihovo oslobođenje od prisilnog sudjelovanja u ljudskim sustavima prehrambene, farmaceutske, odjevne i industrije zabave.